# Neijiang
Neijiang (en chino, 内江; pinyin, Nèijiāng (escuchar)ⓘ; en sichuanés, Nui4jiang1) es una ciudad-prefectura en la provincia de Sichuan, República Popular de China. A una distancia aproximada de 140 kilómetros de la capital provincial. Limita al norte con Ziyang, al sur con Luzhou, al sureste con Zigong y al este con  Chongqing. Su área es de 5384 km² y su población total para 2010 superó los 3,7 millones de habitantes. 

## Administración
La ciudad prefectura de Neijiang se divide en 5 localidades que se administran en 2 distritos urbanos, 1 ciudad suburbana y 2 condados rurales.
- Distrito Shizhong 市中区
- Distrito Dongxing 东兴区
- Condado Weiyuan 威远县
- Condado Zizhong 资中县
- Municipio Longchang 隆昌县

## Toponimia
El topónimo Neijiang [/néi-chiáng/] se compone de los sinogramas Nei que significa 'interno'  y Jiang que significa 'río'.
En la dinastía Zhou del Norte (567), se estableció el Condado río Zhong (Zhongjiang) porque estaba ubicado en la orilla del río Zhong (ahora río Tuo).
En la dinastía Sui (581), el emperador Wen, para evitar el tabú que un lugar lleve el nombre de un rey, su padre se llamaba Yang Zhong, cambió el nombre de Zhongjiang «río Zhong» a Neijiang «río Interno». Según Explicación de los nombres de las prefecturas y condados: El emperador Wen al observar el mapa de la ciudad, notó que el río Zhong se adentraba por varias locaciones, lo que llevó a considerarlo un "río interno".

## Economía
En la época medieval la localidad fue una importante zona productora de sal, pero en los últimos tiempos su nombre ha sido asociado con el cultivo de la caña de azúcar, es comúnmente conocida como la capital de azúcar de Sichuan. Durante el auge económico de China en la década de 1990 y principios de siglo 21, Neijiang se ha transformado y ahora la industria van desde la ingeniería, electrónica, bienes de consumo, productos químicos, materiales de construcción. Su ubicación geográfica la coloca en el centro de la red de transporte en el sur de Sichuan.

## Clima
Los veranos son cálidos y húmedos, con temperaturas que suelen rondar entre 28 °C a 35 °C, debido a su clima subtropical, la humedad es relativamente alta durante la mayor parte del año, lo que puede hacer que los días de verano se sientan más calurosos. Los inviernos son suaves y frescos, con temperaturas que oscilan entre 5 °C a 10 °C, rara vez bajan de 0 °C. 
La ciudad recibe una cantidad significativa de lluvia durante todo el año, especialmente en los meses de verano (de mayo a septiembre), que es la temporada de lluvias. La precipitación anual promedio es de alrededor de 1000-1200 mm.
| Parámetros climáticos promedio de Neijiang | Parámetros climáticos promedio de Neijiang | Parámetros climáticos promedio de Neijiang | Parámetros climáticos promedio de Neijiang | Parámetros climáticos promedio de Neijiang | Parámetros climáticos promedio de Neijiang | Parámetros climáticos promedio de Neijiang | Parámetros climáticos promedio de Neijiang | Parámetros climáticos promedio de Neijiang | Parámetros climáticos promedio de Neijiang | Parámetros climáticos promedio de Neijiang | Parámetros climáticos promedio de Neijiang | Parámetros climáticos promedio de Neijiang | Parámetros climáticos promedio de Neijiang |
| Mes                                        | Ene.                                       | Feb.                                       | Mar.                                       | Abr.                                       | May.                                       | Jun.                                       | Jul.                                       | Ago.                                       | Sep.                                       | Oct.                                       | Nov.                                       | Dic.                                       | Anual                                      |
| ------------------------------------------ | ------------------------------------------ | ------------------------------------------ | ------------------------------------------ | ------------------------------------------ | ------------------------------------------ | ------------------------------------------ | ------------------------------------------ | ------------------------------------------ | ------------------------------------------ | ------------------------------------------ | ------------------------------------------ | ------------------------------------------ | ------------------------------------------ |
| Temp. máx. media (°C)                      | 10.6                                       | 11.7                                       | 18.3                                       | 23.3                                       | 25.6                                       | 28.9                                       | 31.7                                       | 31.1                                       | 27.2                                       | 20.6                                       | 16.1                                       | 12.2                                       | 21.4                                       |
| Temp. mín. media (°C)                      | 4.4                                        | 6.1                                        | 11.7                                       | 15                                         | 18.3                                       | 21.7                                       | 24.4                                       | 23.3                                       | 20                                         | 15                                         | 11.1                                       | 6.7                                        | 14.8                                       |
| Precipitación total (mm)                   | 12.7                                       | 15.2                                       | 27.9                                       | 58.4                                       | 88.9                                       | 134.6                                      | 185.4                                      | 175.3                                      | 114.3                                      | 78.7                                       | 35.6                                       | 17.8                                       | 944.9                                      |
| Fuente: Weatherbase                        |                                            |                                            |                                            |                                            |                                            |                                            |                                            |                                            |                                            |                                            |                                            |                                            |                                            |